# Magnus Gislesson (Sparre av Aspnäs)
Magnus Gislesson (Sparre av Aspnäs) på Aspnäs i Östervåla var ett svenskt riksråd och riddare, omtalad 1335–1370, död 1372 eller 1373. Han var son till Gisle Elinesson (Sparre av Aspnäs) och Margareta Bengtsdotter. Han var gift med Birgitta Knutsdotter (Algotssönernas ätt) och far till Helena Magnusdotter (Sparre av Aspnäs).

## Biografi
Magnus Gisleson blev riddare någon gång 1335–1341. Vid Erik Magnussons uppror mot fadern Magnus Eriksson förblev Magnus Gisleson trogen mot den förre, och 1362 var han riksråd hos Håkan Magnusson. 1364 hade dock hans gods i Västergötland dragits in till kronan för att ha svikit kungen, och han ingick senare i Albrekt av Mecklenburgs råd. 1352 anger han Örby i Vendel som sin sätesgård och 1362–1370 Aspnäs.